# 熊本県警察部
熊本県警察部（くまもとけんけいさつぶ）は、戦前の内務省監督下の熊本県が設置した府県警察部であり、熊本県内を管轄区域とする。
1948年（昭和23年）3月6日に廃止となり、熊本県警察部は国家地方警察熊本県本部と熊本市警察などの自治体警察に再編されることになった。

## 沿革
- 1875年（明治8年）12月　白川県庁に第四課を設置。
- 1876年（明治9年）2月　白川県を「熊本県」に改称。
- 1876年（明治9年）10月　神風連の乱が勃発。
- 1877年（明治10年）2月　西南戦争が勃発。
- 1877年（明治10年）4月　熊本県第四課を廃止し、中央直轄の警視出張所を置く。
- 1877年（明治10年）10月　熊本県に第四課を再設置。
- 1879年（明治12年）10月　熊本県警察本署に改称。
- 1886年（明治19年）7月　熊本県警察本部に改称。
- 1890年（明治23年）10月　熊本県警察部に改称。
- 1905年（明治38年）4月　熊本県第四部に改称。
- 1907年（明治40年）7月　熊本県警察部に改称。
- 1928年（昭和3年）7月　特別高等警察課を設置。
- 1945年（昭和20年）10月　特別高等警察が廃止。

## 組織
1928年（昭和3年）時点
- 警務課
- 特別高等警察課
- 高等警察課
- 保安課
- 衛生課
- 刑事課

## 警察署
1928年（昭和3年）時点
- 熊本北警察署
- 熊本南警察署
- 川尻警察署
- 三角警察署
- 高瀬警察署
- 荒尾警察署
- 南関警察署
- 山鹿警察署
- 植木警察署
- 隈府警察署
- 大津警察署
- 宮地警察署
- 高森警察署
- 小国警察署
- 御船警察署
- 木山警察署
- 浜町警察署
- 松橋警察署
- 原町警察署
- 八代警察署
- 宮原警察署
- 佐敷警察署
- 水俣警察署
- 人吉警察署
- 多良木警察署
- 本渡警察署
- 富岡警察署
- 牛深警察署
- 赤崎警察署

## 歴代部長
| 代 | 官職名                         | 氏名       | 就任日         | 退任日         | 前職                     | 後職                            | 備考                           |
| -- | ------------------------------ | ---------- | -------------- | -------------- | ------------------------ | ------------------------------- | ------------------------------ |
| -  | 白川県大属 兼一等警部 第四課長 | 仁尾惟茂   | 1875年12月24日 | 1876年2月22日  | 白川県大属兼一等警部     | -                               |                                |
| -  | 熊本県大属 兼一等警部 第四課長 | 仁尾惟茂   | 1876年2月22日  | 1877年1月31日  |                          |                                 |                                |
| -  | 一等警部 第四課長              | 仁尾惟茂   | 1877年1月31日  | 1878年1月17日  | -                        | 依願免本官                      |                                |
| -  | 二等警部 第四課長              | 松本次矩   | 1878年1月17日  | 1878年1月26日  | 二等警部                 | -                               |                                |
| -  | 一等警部 第四課長              | 松本次矩   | 1878年1月26日  | 1879年1月23日  | -                        | -                               |                                |
| -  | 一等警部 警察課長              | 松本次矩   | 1879年1月23日  | 1879年7月1日   | -                        | 依願免本官                      |                                |
| -  | 一等警部 警察課長              | 徳久恒範   | 1879年8月13日  | 1879年10月7日  |                          | -                               |                                |
| -  | 一等警部 警察本署長            | 徳久恒範   | 1879年10月7日  | 1882年1月17日  | -                        | -                               |                                |
| -  | 一等属兼警部 警察本署長        | 徳久恒範   | 1882年1月17日  | 1882年2月22日  | -                        | -                               |                                |
| 1  | 警部長 警察本署長              | 徳久恒範   | 1882年2月22日  | 1883年5月29日  | -                        | 依願免本官                      |                                |
| 2  | 警部長 警察本署長              | 野中久徴   | 1882年2月22日  | 1884年7月14日  | 高知県検事               | 岩手県警部長                    |                                |
| 3  | 警部長 警察本署長              | 山下秀実   | 1884年7月14日  | 1886年7月20日  | 静岡県警部長             | -                               |                                |
| 3  | 警部長 警察本部長              | 山下秀実   | 1886年7月20日  | 1886年8月12日  | -                        | 依願免本官                      |                                |
| 4  | 警部長 警察本部長              | 安楽兼道   | 1886年8月12日  | 1890年10月11日 | 高知県警部長             | -                               |                                |
| 4  | 警部長 警察部長                | 安楽兼道   | 1890年10月11日 | 1895年9月4日   | -                        | 熊本県内務部長                  |                                |
| 5  | 警部長 警察部長                | 山之内一次 | 1895年9月17日  | 1896年12月1日  | 内務書記官               | 熊本県内務部                    |                                |
| 6  | 警部長 警察部長                | 吉見輝     | 1896年12月1日  | 1898年7月27日  | 富山県警部長             | 広島県警部長                    |                                |
| 7  | 警部長 警察部長                | 増永洋吉   | 1898年7月27日  | 1899年1月11日  | 福島県警部長             | 広島県警部長                    |                                |
| 8  | 警部長 警察部長                | 六角耕雲   | 1899年1月11日  | 1905年4月19日  | 岡山県警部長             | 滋賀県事務官・第四部長          |                                |
| 9  | 事務官 第四部長 警務長         | 添田敬一郎 | 1905年4月19日  | 1906年7月28日  | 大分県警部長             | 山梨県事務官 第一部長兼第三部長 |                                |
| 10 | 事務官 第四部長 警務長         | 有川貞壽   | 1906年7月28日  | 1907年7月13日  | 佐賀県事務官・第四部長   | -                               |                                |
| 10 | 事務官 警察部長 警務長         | 有川貞壽   | 1907年7月13日  | 1907年8月17日  | -                        | 依願免本官                      |                                |
| 11 | 事務官 警察部長 警務長         | 堤定次郎   | 1907年8月19日  | 1908年10月9日  | 検事                     | 香川県事務官                    |                                |
| 12 | 事務官 警察部長 警務長         | 永田秀次郎 | 1908年10月9日  | 1910年10月13日 | 石川県事務官・警察部長   | 岩手県事務官                    |                                |
| 13 | 事務官 警察部長 警務長         | 岡田忠彦   | 1910年10月13日 | 1911年4月18日  | 山口県事務官・警察部長   | 内務書記官                      |                                |
| 14 | 事務官 警察部長 警務長         | 窪谷逸次郎 | 1911年4月18日  | 1913年6月13日  | 佐賀県事務官・警察部長   | 高知県内務部長                  |                                |
| 15 | 警察部長                       | 佐藤信安   | 1913年6月13日  | 1914年4月28日  | 甲府地方裁判所検事       | 山口県警察部長                  |                                |
| 16 | 警察部長                       | 成毛基雄   | 1914年4月28日  | 1915年7月1日   | 秋田県警察部長           | 兵庫県警察部長                  |                                |
| 17 | 警察部長                       | 河原田稼吉 | 1915年7月1日   | 1916年4月28日  | 内務書記官               | 長崎県警察部長                  |                                |
| 18 | 警察部長                       | 大島破竹郎 | 1916年4月28日  | 1917年1月17日  | 石川県警察部長           | 休職                            |                                |
| 19 | 警察部長                       | 香坂昌康   | 1917年1月17日  | 1919年4月19日  | 岡山県警察部長           | 秋田県内務部長                  |                                |
| 20 | 警察部長                       | 細川長平   | 1919年4月19日  | 1921年6月3日   | 徳島県警察部長           | 秋田県内務部長                  |                                |
| 21 | 警察部長                       | 牛島省三   | 1921年6月3日   | 1923年10月27日 | 山口県警察部長           | 兵庫県警察部長                  |                                |
| 22 | 警察部長                       | 土居通次   | 1923年10月27日 | 1924年6月27日  | 高知県警察部長           | 佐賀県警察部長                  |                                |
| 23 | 警察部長                       | 井上英     | 1924年6月27日  | 1924年12月20日 | 茨城県警察部長           | -                               |                                |
| 23 | 書記官 警察部長                | 井上英     | 1924年12月20日 | 1925年9月17日  | -                        | 新潟県書記官・警察部長          |                                |
| 24 | 書記官 警察部長                | 村井八郎   | 1925年9月17日  | 1927年3月22日  | 大分県書記官・警察部長   | 山形県書記官・内務部長          |                                |
| 25 | 書記官 警察部長                | 野村信孝   | 1927年3月22日  | 1927年5月17日  | 千葉県書記官・警察部長   | 休職                            |                                |
| 26 | 書記官 警察部長                | 木下義介   | 1927年5月17日  | 1928年7月3日   | 広島県書記官・警察部長   | 愛知県書記官・警察部長          |                                |
| 27 | 書記官 警察部長                | 永野清     | 1928年7月3日   | 1929年7月8日   | 鹿児島県書記官・警察部長 | 休職                            |                                |
| 28 | 書記官 警察部長                | 立田清辰   | 1929年7月8日   | 1929年12月5日  | 茨城県書記官・警察部長   | 朝鮮総督府事務官                |                                |
| 29 | 書記官 警察部長                | 青木善祐   | 1929年12月5日  | 1931年12月24日 | 山形県書記官・警察部長   | 休職                            |                                |
| 30 | 書記官 警察部長                | 麻生亮蔵   | 1931年12月24日 | 1931年12月28日 | 三重県書記官・警察部長   | 宮崎県内務部長                  | 未赴任                         |
| 31 | 書記官 警察部長                | 山内義文   | 1931年12月28日 | 1932年6月30日  | 岐阜県書記官・警察部長   | 和歌山県書記官・警察部長        |                                |
| 32 | 書記官 警察部長                | 小山知一   | 1932年6月30日  | 1934年5月4日   | 秋田県書記官・警察部長   | 岩手県書記官・内務部長          |                                |
| 33 | 書記官 警察部長                | 山内逸造   | 1934年5月4日   | 1935年1月19日  | 秋田県書記官・警察部長   | 埼玉県書記官・警察部長          |                                |
| 34 | 書記官 警察部長                | 江辺清夫   | 1935年1月19日  | 1936年7月25日  | 三重県書記官・警察部長   | 神奈川県書記官                  |                                |
| 35 | 書記官 警察部長                | 長船克巳   | 1936年7月25日  | 1939年4月21日  | 和歌山県書記官・警察部長 | 愛媛県書記官                    |                                |
| 36 | 書記官 警察部長                | 石原専一   | 1939年4月21日  | 1940年4月10日  | 群馬県書記官・警察部長   | 香川県書記官・総務部長          |                                |
| 37 | 書記官 警察部長                | 山田俊介   | 1940年4月10日  | 1941年1月8日   | 石川県書記官・警察部長   | 愛知県書記官・警察部長          |                                |
| 38 | 書記官 警察部長                | 原信次郎   | 1941年1月8日   | 1942年7月7日   | 農林省漁政課長           | 広島県書記官・警察部長          |                                |
| 39 | 書記官 警察部長                | 広岡謙二   | 1942年7月7日   | 1942年11月1日  | 警視庁部長               | -                               |                                |
| 39 | 部長 警察部長                  | 広岡謙二   | 1942年11月1日  | 1945年4月21日  | -                        | 福岡県部長・警察部長            |                                |
| 40 | 部長 警察部長                  | 山路定     | 1945年4月21日  | 1945年10月13日 | 山口県部長・警察部長     | 休職                            |                                |
| 41 | 部長 警察部長                  | 由良民之助 | 1945年10月13日 | 1945年10月27日 | -                        | -                               | 兼任 本務:熊本県部長・内政部長 |
| 42 | 部長 警察部長                  | 谷口寛     | 1945年10月27日 | 1946年4月1日   | 軍事保護院               | -                               |                                |
| 42 | 地方事務官 警察部長            | 谷口寛     | 1946年4月1日   | 1946年12月27日 | -                        | 三重県内政部長                  |                                |
| 43 | 地方事務官 警察部長            | 岡久雄     | 1946年12月27日 | 1948年3月6日   | 朝鮮総督府               | 福岡警察管区本部総務部長        |                                |